# Hegyháthodász, Vas
Hegyháthodász  este un sat în districtul Körmend, județul Vas, Ungaria, având o populație de 173 de locuitori (2011). 

## Demografie
Componența etnică a satului Hegyháthodász
     Maghiari (100%)
Componența confesională a satului Hegyháthodász
     Luterani (40,46%)
     Romano-catolici (19,08%)
     Fără religie (3,47%)
     Reformați (2,89%)
     Necunoscută (34,1%)
Conform recensământului din 2011, satul Hegyháthodász avea 173 de locuitori. Din punct de vedere etnic, majoritatea locuitorilor (100,0%) erau maghiari. Nu există o religie majoritară, locuitorii fiind luterani (40,46%), romano-catolici (19,08%), persoane fără religie (3,47%) și reformați (2,89%). Pentru 34,1% din locuitori nu este cunoscută apartenența confesională.